# Jacob Aagaard
Jacob Aagaard é um GM dinamarquês radicado na Escócia e autor sobre o enxadrismo. Jacob venceu o Campeonato de Xadrez Britânico de 2007 e é o segundo melhor enxadrista da Escócia. Ele também é um dos proprietários da editora Quality Chess que é voltada exclusivamente para a área.

## Livros publicados
- Jacob Aagaard (1998). Easy Guide to the Panov-Botvinnik Attack (em inglês). [S.l.]: Everyman Chess. ISBN 978-1-85744-563-3
- Jacob Aagaard (2000). Easy Guide to the Sveshnikov Sicilian (em inglês). [S.l.]: Everyman Chess. ISBN 978-1-85744-280-9
- Jacob Aagaard (2001). Dutch Stonewall (em inglês). [S.l.]: Everyman Chess. ISBN 978-1-85744-252-6
- Jacob Aagaard (2002). Queen's Indian Defence (em inglês). [S.l.]: Everyman Chess. ISBN 1-85744-300-4
- Jacob Aagaard (2004). Excelling at Chess Calculation (em inglês). [S.l.]: Everyman Chess. ISBN 978-1-85744-360-8
- Jacob Aagaard (2004). Excelling at Combinational Play (em inglês). [S.l.]: Everyman Chess. ISBN 978-1-85744-345-5
- Jacob Aagaard (2004). Excelling at Technical Chess (em inglês). [S.l.]: Everyman Chess. ISBN 978-1-85744-364-6
- Jacob Aagaard (2004). Starting Out: The Grunfeld (em inglês). [S.l.]: Everyman Chess. ISBN 978-1-85744-350-9
- Jacob Aagaard (2006). Practical Chess Defence (em inglês). [S.l.]: Quality Chess. ISBN 978-91-975244-4-1 Verifique |isbn= (ajuda)
- Jacob Aagaard (2008). The Attacking Manual: Basic Principles (em inglês). [S.l.]: Quality Chess. ISBN 978-91-976004-0-8
- Jacob Aagaard (2008). The Attacking Manual 2: Technique and Praxis (em inglês). [S.l.]: Quality Chess. ISBN 978-91-976004-1-5